# Liste des abbayes de Normandie

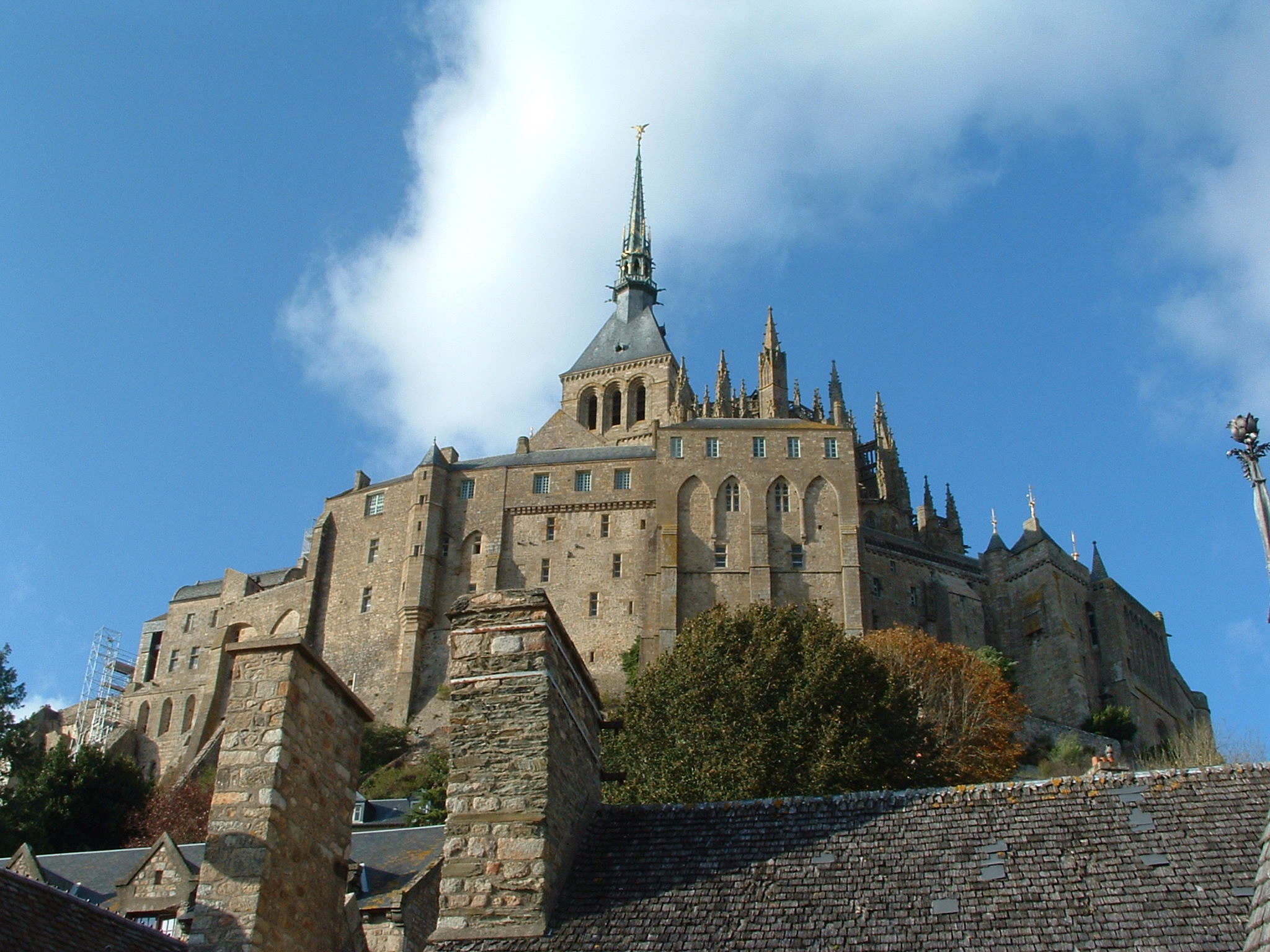
L’abbaye du Mont Saint-Michel.

Le monachisme prit son essor en Normandie avec Victrice de Rouen.
La distinction entre abbaye et prieuré, comme celle entre cathédrale et église, ne dépend pas de la grandeur de l’édifice, mais de l’autorité de celui qui dirige l’établissement religieux : un abbé (ou une « abbesse ») ou un(e) prieur (e). L’église d’un prieuré peut donc être plus imposante que celle d’une abbaye. D’autre part, certains prieurés ont pu continuer à être appelés, à tort, suivant l’habitude anglaise, « abbayes ».
Au cours des siècles, quelques monastères ont changé de catégorie (passant de prieuré à abbaye ou l’inverse) ; quant aux occupants, ils ont parfois changé d’ordre monastique ou de genre (homme/femme). Pour la période pré-normande (avant l'an 911), l'inventaire est souvent difficile. Notamment parce que les documents manquent. Quand il y en a, l'abbaye citée n'est pas toujours localisable avec certitude (Pennante ou Monasteriolum, Avanglia par exemple). Enfin, certains de ces premiers établissements religieux se définissent davantage comme des ermitages que comme des abbayes.
La liste suivante s’est efforcée de faire figurer toutes les anciennes abbayes normandes attestées avant la Révolution française (en mentionnant l’implantation géographique, la dénomination religieuse de l’établissement, la date de création, l’ordre monastique, le genre des occupants : homme ou femme, et le nombre de religieux ou religieuses de certains monastères inspectés par l’archevêque de Rouen, Odon Rigault, au milieu du XIIIe siècle).

## Calvados

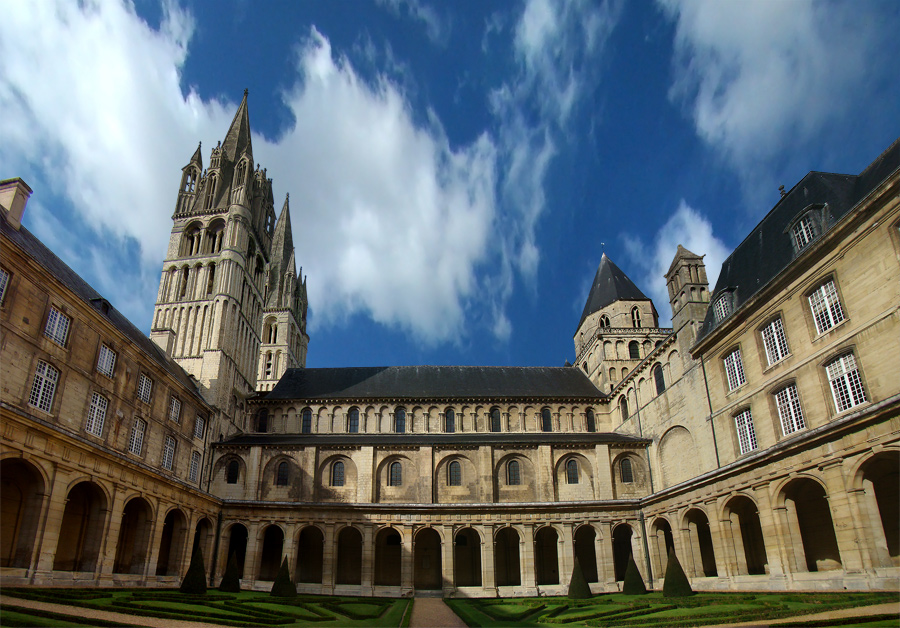
L’abbaye aux Hommes de Caen.

- Aunay-sur-Odon : abbaye Bienheureuse-Marie-d’Aulnay ; 1126 ; cisterciens ; hommes ;
- Barbery : abbaye Bienheureuse Marie ; 1176 ; cisterciens ; hommes ;
- Caen : abbaye de la Trinité ou abbaye aux Dames ; 1059 ; bénédictins ; femmes ; 65 religieuses ;
- Caen : abbaye Saint-Étienne ou abbaye aux Hommes ; 1059 ; bénédictins ; hommes ; 70 religieux ;
- Deux-Jumeaux : abbaye des Deux-Jumeaux, puis prieuré ; (VIIe siècle) ; bénédictins ; hommes ;
- Évrecy : abbaye pré-normande ; (VIIe siècle) ; o? ; hommes ;
- Falaise : Abbaye Saint-Jean-Baptiste de Falaise hôpital (1127) puis prieuré (1133) puis abbaye Saint-Jean ; 1160 ; prémontrés ; hommes ;
- Juaye-Mondaye : abbaye Saint-Martin de Mondaye ; 1202 ; osA puis prémontrés ; hommes ;
- La Hoguette : abbaye Saint-André en Gouffern ou abbaye Sainte-Marie-de-Vignats ; 1130 ; cisterciens ; hommes ;
- Lingèvres : abbaye Saint-Laurent de Cordillon ou Cordillon-aux-Nonnains ; 1201 ; bénédictins ; femmes ;
- Longues-sur-Mer : abbaye Notre-Dame ; 1168 ; bénédictins ; hommes ; 22 religieux ;
- Saint-André-sur-Orne : abbaye Saint-Étienne de Fontenay ; 1047 ; osb ; hommes ; 19 religieux ;
- Saint-Désir : abbaye Sainte-Marie-du-Pré ; 1050 ; bénédictins ; femmes ; 36 religieuses ;
- Saint-Germain-la-Blanche-Herbe : prieuré (v.1121) puis abbaye Notre-Dame (abbaye d'Ardenne) ; 1160 ; prémontrés ; hommes ;
- Saint-Omer : abbaye Notre-Dame-du-Val[2] ; 1125 ; augustins ; hommes ; 13 religieux ;
- Saint-Ouen-le-Pin : abbaye Notre-Dame du Val-Richer ; 1146 ; cisterciens ; hommes ;
- Saint-Pierre-sur-Dives : abbaye Notre-Dame ; avant 1046 ; bénédictins ; femmes puis hommes ; 38 religieux ;
- Saint-Sever-Calvados : abbaye Notre-Dame ; VIe siècle puis v. 1066-1070 ; bénédictins ; hommes ; 17 religieux ;
- Saint-Vigor-le-Grand : abbaye Saint-Vigor (VIIe siècle et v. 1063 ; redevient prieuré en 1096 ; bénédictins puis augustins ; hommes ;
- Troarn : abbaye Saint-Martin de Troarn ; 1048 ; bénédictins ; hommes ; 44 religieux ;
- Vignats : voir La Hoguette
- Villers-Canivet : prieuré fondé en 1127 puis élevé en abbaye Sainte-Marie en 1681 ; cisterciens ; femmes.

Le prieuré Saint-Étienne du Plessis-Grimoult est abusivement qualifié d'abbaye.
En complément de ces abbayes, il y a lieu d'ajouter 70 prieurés (47 pour osb ; 3 pour oc ; 12 pour osA, 4 pour o pr et 4 pour o divers)

## Eure

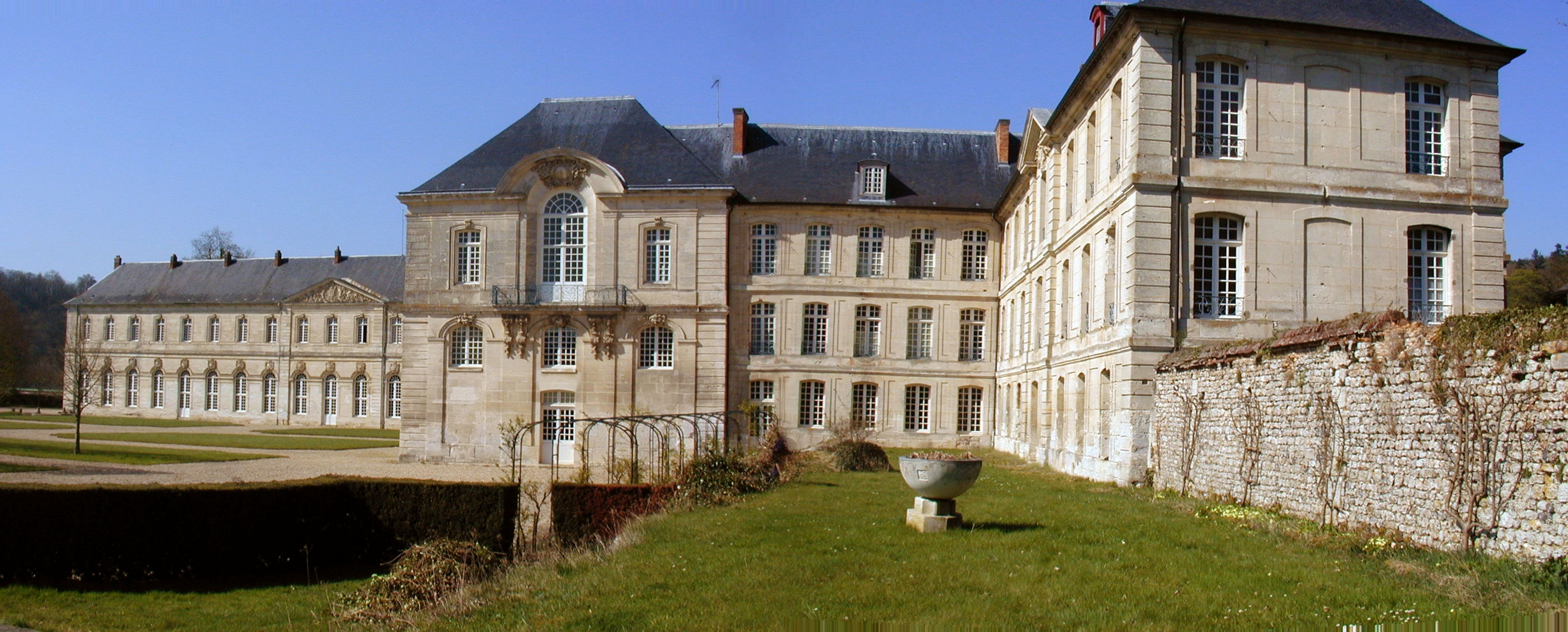
L’abbaye du Bec-Hellouin.

- Aubevoye : successivement chartreuse Notre-Dame de Bonne Espérance puis chartreuse de Bourbon-lez-Gaillon ; v. 1571 ; chartreux ; hommes ;
- Bernay : abbaye Notre-Dame ; v. 1015 ; bénédictins ; hommes ; 26 religieux ;
- Bus-Saint-Rémy : abbaye du Trésor-Notre-Dame; v. 1223 ; cisterciens ; femmes ;
- Conches-en-Ouche : abbaye Saint-Pierre et Saint-Paul ; v. 1035 ; bénédictins ; hommes ;
- Corneville-sur-Risle : abbaye Notre-Dame[3]; 1143 ; génovéfains ; hommes ;
- Évreux : abbaye Saint-Taurin ; Xe siècle ; bénédictins ; hommes ;
- Évreux : abbaye Saint-Sauveur ; v. 1060 ; bénédictins ; femmes ;
- Fatouville-Grestain : abbaye Notre-Dame de Grestain ; 1050 ; bénédictins ; hommes ; 28 religieux ;
- Fleury-sur-Andelle : abbaye[4] ; VIIe siècle ;
- Harquency-Travailles (?) : abbaye mérovingienne d'Avanglia en Vexin[réf. nécessaire] ; VIIIe siècle ;
- Ivry-la-Bataille : abbaye Notre-Dame[5] ; v. 1071 ; bénédictins ; hommes ;
- La Bonneville-sur-Iton : abbaye Bienheureuse-Marie-de-la-Noë ; 1144 ; cisterciens ; hommes  ;
- La Croix-Saint-Leufroy : abbaye Sainte-Croix-et-Saint-Leufroy ; VIIe siècle puis v. 1060 ; bénédictins ; hommes ;
- La Vieille-Lyre : abbaye Notre-Dame de Lyre ; v. 1046 ; bénédictins ; hommes ;
- Le Bec-Hellouin : abbaye Notre-Dame du Bec ; 1034 ; bénédictins ; hommes ;
- Le Neubourg : abbaye Saint-Jean-Baptiste ; 1638[6] ; bénédictins ; femmes ;
- Les Andelys : abbaye Sainte-Clotilde[7] ; v. 500 ; bénédictins ; femmes ;
- Les Préaux : abbaye Saint-Pierre ; prénormande puis v. 1034 ; bénédictins ; hommes ; 30 religieux ;
- Les Préaux : abbaye Saint-Léger ; v. 1060 ; bénédictins ; femmes ; 45 religieuses ;
- Lisors : abbaye Notre-Dame de Mortemer ; 1134 ; cisterciens ; hommes ;
- Marcilly-sur-Eure : abbaye Sainte-Marie-du-Breuil-Benoît ; 1137 ; cisterciens ; hommes ;
- Muzy : abbaye Sainte-Marie d'Estrée ; 1144 ; cisterciens ; hommes ;
- Pacy-sur-Eure : abbaye de l’Annonciation ; 1638[8] ; bénédictins ; femmes ;
- Perruel : abbaye Notre-Dame de l'Isle-Dieu ; 1187 ; prémontrés ; hommes ;
- Pont-de-l'Arche : abbaye Notre-Dame de Bonport ; 1190 ; cisterciens ; hommes ;
- Port-Mort : abbaye de Port-Mort[9]; v. 593 ; bénédictins puis prieuré cistercien ;
- Radepont : abbaye Notre-Dame de Fontaine-Guérard ; prieuré élevé en abbaye en 1253 ; cisterciens ; femmes ;
- Saint-Pierre-de-Cormeilles : abbaye Notre-Dame de Cormeilles ; 1060 ; bénédictins ; hommes ; 30 religieux ;
- Saint-Pierre-du-Val : abbaye de Pennante mérovingienne ; citée en 833 ;
- Saint-Samson-de-la-Roque : abbaye de Pental ; v. 550 ; hommes ;
- Verneuil-sur-Avre : abbaye Saint-Nicolas ; v. 1136 ; bénédictins ; femmes ;
- Vernon : prieuré puis abbaye Saint-Louis en 1661 ; augustins ; femmes.

Le prieuré Notre-Dame de Chaise-Dieu à Chaise-Dieu-du-Theil, parfois nommé abbaye de la Chaise-Dieu-du-Theil, fut d'abord un monastère puis devint un prieuré en 1155.
En complément de ces abbayes, il y a lieu d’ajouter 92 prieurés (66 pour bénédictins ; 3 pour cisterciens ; 11 pour augustins ; 2 pour prémontrés et 10 pour ordres divers).

## Manche

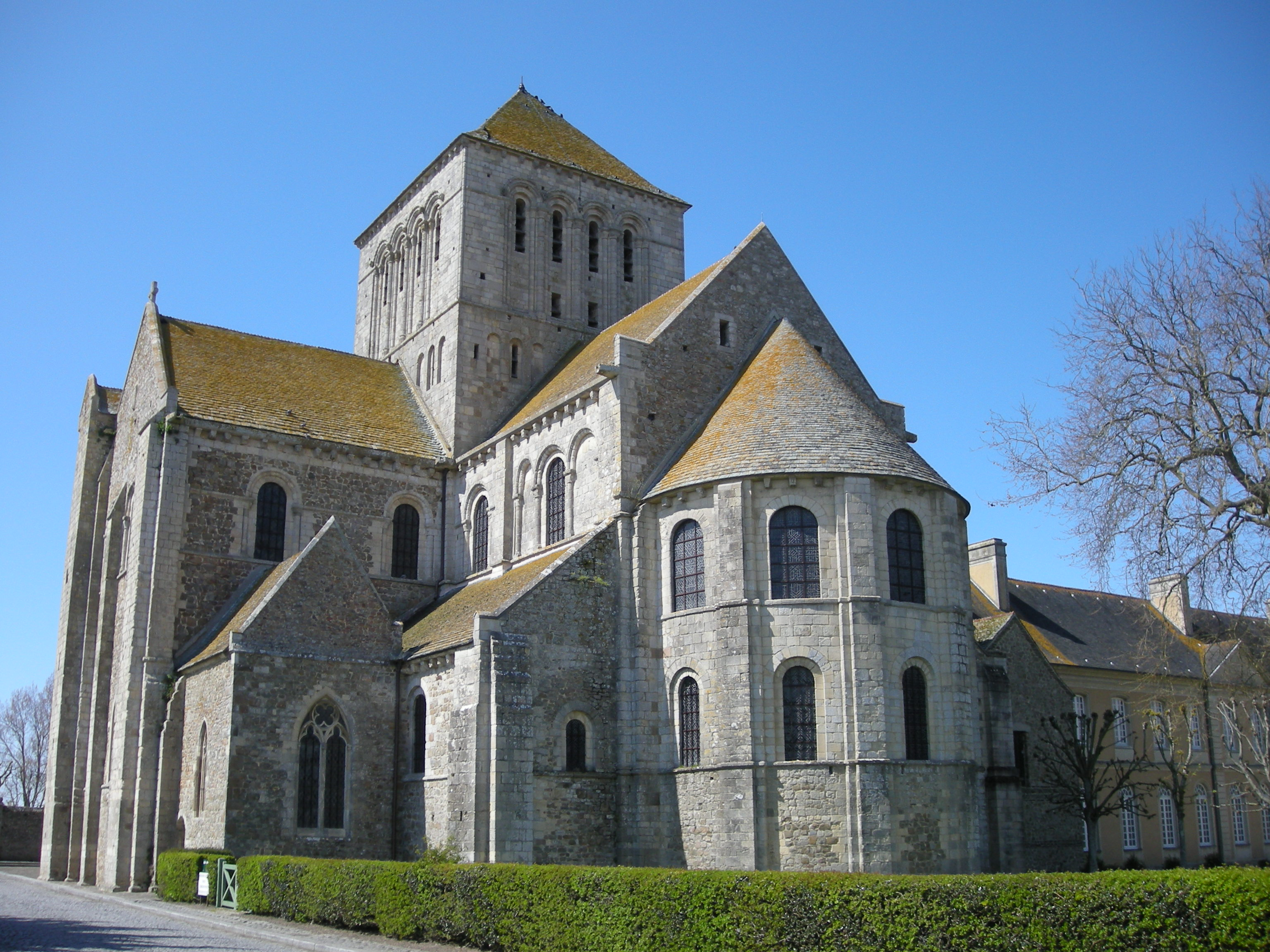
L’abbaye Sainte-Trinité de Lessay, les premières voûtes d'ogives.

- Avranches : abbaye Saint-Anne (1653) devenue, à la suite de la fusion avec le prieuré de Moutons, Sainte-Anne de Moutons ; 1693 ; bénédictins ; femmes ;
- Cerisy-la-Forêt : abbaye Saint-Vigor ; VIe puis 1032 ; bénédictins ; hommes ; 40 religieux ;
- Cherbourg-Octeville ; abbaye Notre-Dame du Vœu ; v. 1145 ; augustins ; hommes ; 27 religieux ;
- Hambye : abbaye de Hambye ; v. 1145 ; bénédictins ; hommes ; 21 religieux ;
- La Lucerne-d'Outremer : abbaye Sainte-Trinité ou Abbaye de La Lucerne ; 1143 ; prémontrés ; hommes ;
- Le Dézert : prieuré de la Perrine abusivement qualifié d'abbaye semble-t-il ; v. 1238 ; trinitaires ; hommes ;
- Le Ham : abbaye ; VIIe ; femmes ;
- Le Mont-Saint-Michel : abbaye de Saint-Michel-au-péril-de-la-Mer ; abbaye du Mont-Saint-Michel ; v. 708 ; bénédictins ; hommes ; 40 religieux ;
- Lessay : abbaye de la Sainte Trinité ; 1064 ; bénédictins ; hommes ; 51 religieux ;
- Montebourg : abbaye Sainte-Marie ; entre 1066 et 1087 ; bénédictins ; hommes ; 37 religieux ;
- Mortain : abbaye Notre-Dame la Blanche ; v. 1120 ; cisterciens ; femmes ;
- Neufmesnil : abbaye Notre-Dame et Saint-Nicolas-de-Blanchelande ; v. 1154 ; prémontrés ; hommes ;
- Portbail : abbaye ; VIe ;
- Poilley : abbaye de Montmorel ; v. 1160 ; augustins ; hommes ; 23 religieux ;
- Saint-Lô : abbaye Sainte-Croix ; 1132 ; augustins ; hommes ; 25 religieux ;
- Saint-Marcouf (Manche) : abbaye de Nantus (ou de Nanteuil) ; pré-normande ;
- Saint-Pair-sur-Mer : abbaye ; VIe puis prieuré (XIe) Saint-Pair (ou Père ou Paterne)   ;
- Saint-Sauveur-le-Vicomte : collégiale puis abbaye du Sauveur ; 1080 ; bénédictins ; hommes ; 25 religieux ;
- Savigny-le-Vieux : abbaye de la Sainte-Trinité ; 1112 ; cisterciens ; hommes ;
- Torigni-sur-Vire : prieuré, puis abbaye Notre-Dame fondée à La Boulaye, transférée en 1308 à Torigni-sur-Vire ; cisterciens ; femmes ;
- Valognes : abbaye Notre-Dame-de-Protection fondée d'abord à Cherbourg ; 1623 ; transférée à Valognes ; 1626 ; bénédictins ; femmes.

En complément de ces abbayes, il y a lieu d'ajouter 87 prieurés (55 pour osb ; 7 pour oc ; 18 pour osA ; 5 pour opr ; et 2 pour o divers)

## Orne

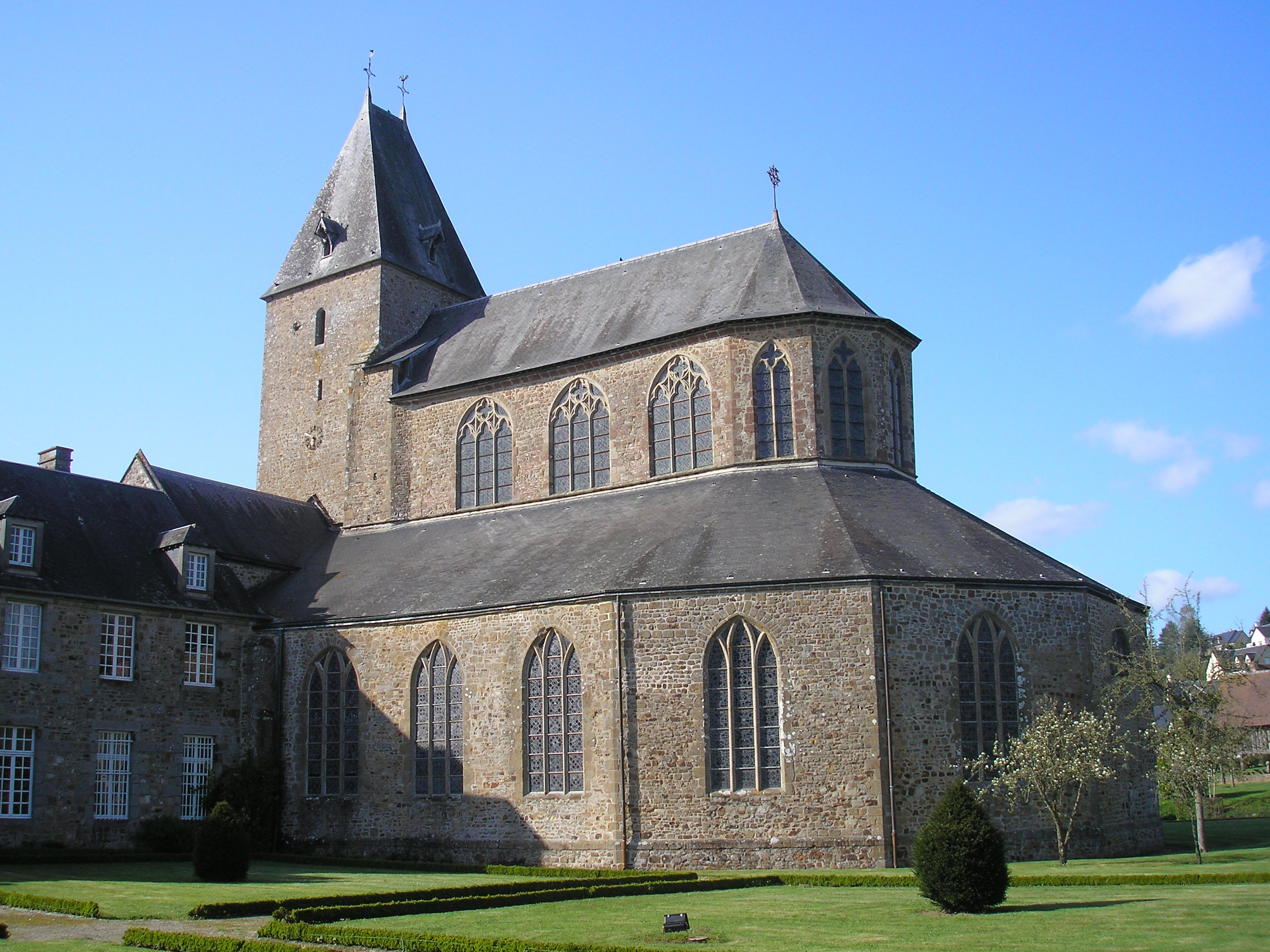
L’abbaye de Lonlay.

- Alençon ; prieuré fondé vers 1636 puis abbaye Sainte-Geneviève[10] de Montsort ; 1655 ou 1659 ; bénédictins ; femmes ;
- Almenêches puis Argentan : abbaye Sainte-Marie d'Almenêches ; fin VIe siècle puis refondation vers 1060 ; transfert à Argentan en 1736 ; bénédictins ; femmes ; 47 religieuses ;
- Cerisy-Belle-Etoile : abbaye de Belle-Étoile ; v. 1216 ; prémontrés ; hommes ;
- Essay : abbaye Sainte Marie-Madeleine ; 1519 ; augustins ; femmes ;
- Feings : Chartreuse du Val-Dieu ; v. 1170 ; chartreux ; hommes ;
- Fontenai-les-Louvets : abbaye Notre-Dame de Fontenay-Louvet ; v. 690 ;
- Lonlay-l'Abbaye : abbaye Notre-Dame ; v. 1017 ; bénédictins ; hommes ;
- Mâle : abbaye royale Notre-Dame des Claîrets[11] ; v. 1204 ; cisterciens ; femmes ;
- Montmerrei ? ; Monasteriolum ; avant 750 ; o ? ; femmes ;
- Saint-Évroult-Notre-Dame-du-Bois : abbaye Sainte-Marie-et-Saint-Pierre ; abbaye de Saint-Évroult ou abbaye d’Ouche ; VIe siècle ; bénédictins ; hommes ; 33 religieux ;
- Sées : abbaye Saint-Martin de Sées ; vers 560 puis v.1056 ; bénédictins ; hommes ; 34 religieux ;
- Silly-en-Gouffern : abbaye Notre-Dame ; v. 1151 ; prémontrés ; hommes ;
- Soligny-la-Trappe : abbaye Notre-Dame-de-la-Maison-Dieu (Abbaye Notre-Dame de la Trappe) ; v. 1140 ; cisterciens ; hommes.

En complément de ces abbayes, il y a lieu d’ajouter 84 prieurés (65 pour osb ; 2 pour oc ; 8 pour osA ; 1 pour opr ; et 8 pour o divers)

## Seine-Maritime

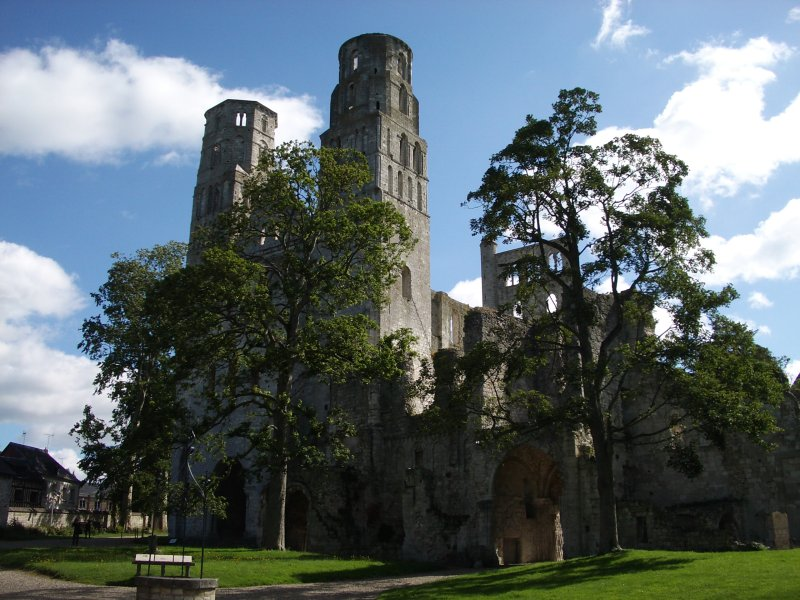
L’abbaye de Jumièges.

- Aumale : collégiale devenue abbaye Saint-Martin d'Auchy en 1120 ; bénédictins ; hommes ;
- Bacqueville-en-Caux ? : Monasteriolum ; VIIe ;
- Beaubec-la-Rosière : abbaye Saint-Laurent ; v. 1127 ; cisterciens ; hommes ;
- Bellencombre ? : Warinna ; haut Moyen Âge ;
- Brémontier-Merval : abbaye Notre-Dame de Bellozanne ; 1198 ; prémontrés ; hommes ;
- Caudebec-en-Caux : abbaye mérovingienne de Logium[12] ; v. 654 ; o ? ; femmes ;
- Duclair : abbaye ; connue fin VIIe ;
- Eu : abbaye Notre-Dame ; 1119 ; augustins ; hommes ;
- Fécamp : abbaye de la Trinité de Fécamp ; v. 659 ; bénédictins ; hommes ;
- Foucarmont : abbaye Notre-Dame et Saint-Jean ; v. 1130 ; cisterciens ; hommes ;
- Gruchet-le-Valasse : abbaye Notre-Dame du Vœu ; v. 1149 ; cisterciens ; hommes ;
- Jumièges : abbaye Saint-Pierre ; v. 654 ; bénédictins ; hommes ;
- Le Bourg-Dun ? : Evrard Ecclesia ; haut Moyen Âge ;
- Le Tréport : abbaye Saint-Michel ; v. 1058 ; bénédictins ; hommes  ;
- Longueil : abbaye ; cité en 833 ;
- Montivilliers : abbaye Sainte Marie ; v. 684 ; bénédictins ; femmes ;
- Nesle-Hodeng : abbaye Sainte-Marie-Madeleine de Bival ; 1175 ; bénédictins ; femmes ;
- Notre-Dame-de-Bondeville : prieuré (entre 1128-1147) puis abbaye Notre-Dame ; 1657 ; cistercien ; femmes ;
- Pavilly: abbaye de Pavilly ; v. 660 ; bénédictins ; femmes
- Rouen : abbaye Saint-Amand ; v. 1042 ; bénédictins ; femmes ;
- Rouen : abbaye Saint-Ouen ; v.755 ; bénédictins ; hommes ;
- Rouen : Abbaye Sainte-Catherine du Mont; 1030 ; bénédictins; hommes ;
- Saint-Martin-de-Boscherville : abbaye de Saint-Georges-de-Boscherville ; v. 1113 ; bénédictins ; hommes ;
- Saint-Saëns : abbaye de Saint-Saëns ; v. 675 puis 1187; cisterciens ; femmes ;
- Saint-Saire : abbaye ; connu en 833 ;
- Saint-Victor-l'Abbaye : abbaye de Saint-Victor-en-Caux ; 1074 ; bénédictins ; hommes ;
- Saint-Wandrille-Rançon ; abbaye de Fontenelle; 649 ; bénédictins; hommes ;
- Sept-Meules : abbaye ; connu en 750 ; femmes ;
- Sigy-en-Bray : abbaye Saint-Martin et Saint-Vulgain ; v. 1040 ; bénédictins ; hommes ;
- Valmont : abbaye Sainte-Marie puis Notre-Dame du Pré (ou abbaye de Valmont) ; v. 1169 ; bénédictins ; hommes (bénédictines depuis 1994).
- Villequier, sur une île de la Seine disparue : Belcinnaca ; haut Moyen Âge ;

L'abbaye d'Ouville, les chartreuses Saint-Julien lès Rouen et Notre-Dame de la Rose, Sainte-Honorine de Graville sont désignés par abus abbaye.
En complément de ces abbayes, il faut ajouter 87 prieurés (38 pour osb ; 11 pour oc ; 28 pour osA ; 2 pour opr ; et 8 pour o divers).